# James LeBrecht
James LeBrecht (* 9. Mai 1956  in New York, auch: Jim LeBrecht) ist ein US-amerikanischer Filmemacher, Sound Designer und Aktivist der Behindertenbewegung. 

## Leben
James LeBrecht wurde im Bundesstaat New York mit einer Spina bifida geboren. Durch diese Behinderung kann er seine Beine nicht bewegen. Mit 14 Jahren besuchte er das Sommercamp Camp Jened, wo er weitere Teenager mit Behinderungen kennen lernte. Er fühlte sich dort angenommen und begann sich in der Behindertenbewegung zu engagieren. Er wurde Mitglied von Disabled in Action und studierte später an University of California, San Diego, wo er an der Gründung des studentischen Behinderteninteressenvertretung beteiligt war. In seiner aktiven Zeit dort setzte er sich für Barrierefreiheit ein und gab Rechtsberatung.
Nach dem College zog er nach Berkeley, Kalifornien, wo er sich am Zentrum für Independent living beteiligte. Gleichzeitig arbeitete er als Sound Designer. Zunächst arbeitete er am Berkeley Repertory Theater. In den 1980er Jahren kam er über ein Praktikum bei einer Firma für Post-Production zum Film. Insgesamt arbeitete er an über 145 Filmen mit einem leichten Fokus auf Dokumentarfilme, darunter Dragon – Die Bruce Lee Story (1993), Battlefield Earth – Kampf um die Erde (2000) Audrie & Daisy (2016) und Minding the Gap (2018).
2020 drehte James LeBrecht zusammen mit Nicole Newnham den Dokumentarfilm Sommer der Krüppelbewegung für Netflix, der von dem Sommercamp handelte, das entscheidend zu seinem Empowerment beitrug. Exekutivproduzenten waren Barack Obama und Michelle Obama mit ihrer Produktionsgesellschaft Higher Ground. Der Film gewann den Zuschauerpreis beim Sundance Film Festival und ist für einen Oscar nominiert.
James LeBrecht ist Mitbegründer der Berkeley Sound Artists und Koautor des Buches Sound and Music for the Theater: the art and technique of design (zusammen mit Deena Kaye). Er ist außerdem Vorstandsmitglied des Disability Rights Education and Defense Fund.